# Mazaios

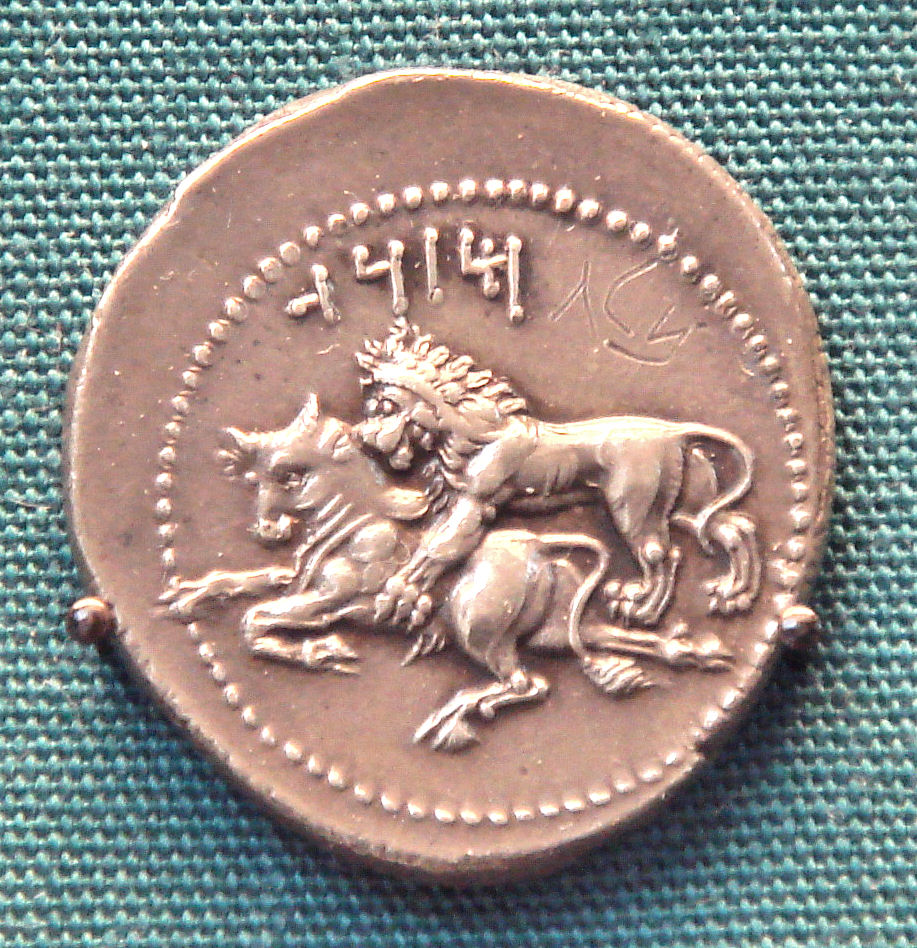
Münze des Mazaios aus dessen Zeit als Satrap von Kilikien. (London, British Museum)

Mazaios (altgriechisch Μαζαῖος; * wohl in den 370er Jahren v. Chr.; † 328 v. Chr.) war persischer Statthalter (Satrap) in der Spätzeit des Achämenidenreiches. Er kämpfte unter dem Großkönig Dareios III. in der Schlacht bei Gaugamela gegen Alexander den Großen, wurde aber von diesem wegen der kampflosen Übergabe Babylons 331 v. Chr. dennoch als Satrap von Babylonien eingesetzt.

## Leben
Mazaios war ein Angehöriger der hohen persischen Aristokratie und stammte wohl von Hydarnes ab, der einst mit anderen persischen Adligen Dareios I. auf den Thron verholfen hatte; denn Mazaios nannte seinen ältesten Sohn ebenfalls Hydarnes. Er diente zunächst dem Großkönig Artaxerxes III. als Satrap von Kilikien als Amtsnachfolger des Datames, wie von ihm in dieser Eigenschaft geschlagene Münzen aus Tarsos und anderen kilikischen Städten zeigen. Am achämenidischen Hof war er hoch angesehen.
Erstmals wird Mazaios in den erhaltenen Quellen 351/350 v. Chr. erwähnt, als er zusammen mit dem Satrapen von Syrien, Belesys II., mit der Unterwerfung der aufständischen Phönizier unter dem König Tabnit (Tennes) von Sidon betraut war. Dessen Rebellion wurde vom ägyptischen Pharao Nektanebos unterstützt, der 4000 griechische Söldner unter Mentor von Rhodos als militärische Hilfe nach Phönizien sandte. In der Folge erlitten Mazaios und Belesys gegen die Truppen Mentors eine Niederlage. Doch später zog der Großkönig mit einer starken Armee persönlich gegen Sidon, das ihm von Tennes verräterischerweise in die Hände gespielt wurde. Trotz des erwiesenen Dienstes ließ der Perserkönig Tennes beseitigen, und ab 344/343 v. Chr. ließ Mazaios in Sidon als Stadtherr etwa elf Jahre lang Münzen prägen.
Eine Zeitlang verwaltete Mazaios laut seinen Münzzeugnissen als Statthalter neben Kilikien auch – anstelle des in Ungnade gefallenen Belesys – die Satrapie Syrien westlich des Euphrat. Später musste er Kilikien an Arsames übergeben. Unter dem Großkönig Dareios III. war er Satrap von Koilesyrien und „Syrien zwischen den Strömen“ (Euphrat und Tigris). Damit waren Syrien und Mesopotamien gemeint. Mazaios hatte auch das hohe Hofamt eines Philos (Freund) des Perserkönigs inne.
In der Anfangsphase des Kampfes der Perser gegen die Invasion Alexanders des Großen wird Mazaios von den Alexanderhistorikern nicht erwähnt. Er taucht erst 331 v. Chr. in den Quellen auf, als er vom Großkönig die Weisung erhielt, den Truppen Alexanders den Übergang über den Euphrat zu versperren. So hielt Mazaios mit 3000 Reitern, darunter 2000 griechischen Söldnern, das Ostufer des Euphrat bei Thapsakos, wo sich eine günstige Übergangsstelle befand, besetzt. Er sollte Dareios III. Zeit für die Rüstung zur nächsten großen Feldschlacht verschaffen. Ihm gelang es in der Tat, eine makedonische Vorhut an der Fertigstellung zweier Brücken zu hindern. Als Alexander aber selbst mit dem Hauptheer heranrückte, zog er mit seiner Kavallerietruppe nach Osten ab, sodass der Makedonenkönig im Juli 331 v. Chr. den Euphrat bei Thapsakos ungestört zu überqueren vermochte. Auf dem Rückzug verbrannte Mazaios noch das mesopotamische Land, um den feindlichen Truppen den Vormarsch zu erschweren.
Anschließend nahm Mazaios als Befehlshaber des rechten persischen Flügels am 1. Oktober 331 v. Chr. an der Schlacht bei Gaugamela teil. Hier waren Kontingente von Medern, Parthern, Saken u. a. stationiert. Alexander kommandierte den rechten makedonischen Flügel und konnte beim Angriff durch eine Lücke in den persischen Reihen gegen das gegnerische Zentrum vorstoßen, wo sich Dareios III. befand. Mazaios brachte seinerseits an der Spitze seiner Kontingente Alexanders thessalische Reiterei in große Bedrängnis und schickte leichtere Truppen seines Flügels los, die durch eine Lücke in den makedonischen Linien bis zum weit hinter dem Schlachtfeld gelegenen feindlichen Lager vordrangen. Dort befand sich das Gepäck und die nach der Schlacht bei Issos in Gefangenschaft geratenen Frauen der persischen Königsfamilie. In der Folge wurde das makedonische Lager geplündert. Mazaios’ Krieger bedrängten den linken makedonischen Flügel so heftig, dass der dort kommandierende Parmenion ein Hilfsgesuch an Alexander schickte, der den fliehenden Dareios III. verfolgte, und ihn um Umkehr bat. Als Dareios’ Flucht allgemein bekannt wurde, lösten sich Mazaios’ Streitkräfte auf, noch ehe Alexander wieder beim Schlachtfeld von Gaugamela ankam. So erlitten die Perser letztlich in der Schlacht eine entscheidende Niederlage.
Mazaios zog sich anschließend mit den Resten seiner geschlagenen Truppen nach Babylon zurück. Damals war wohl noch Bupares der Satrap Babyloniens. Um den 20. Oktober 331 v. Chr. kam Alexander mit seiner Armee vor den Toren Babylons an. Mazaios leistete keinen Widerstand, sondern zog mit seinen erwachsenen Kindern und den babylonischen Würdenträgern dem Makedonenkönig huldigend entgegen und übergab ihm die Stadt. Der Althistoriker Ernst Badian vermutet als Grund für Mazaios’ Bemühen, die Metropole vor der Zerstörung zu bewahren, dass seine Gattin Babylonierin war, was aus den Namen seiner Kinder zu schließen sei. Alexander hielt sich in Babylon über 30 Tage auf und opferte dem höchsten Gott der Stadt, Marduk, doch sei sein Heer laut Curtius Rufus mehr als in jeder anderen Stadt der „Sittenverderbnis“ ausgesetzt gewesen. Er ernannte Mazaios als Belohnung für dessen entgegenkommendes Verhalten anstelle des Bupares zum Satrapen von Babylonien. Mazaios war der erste Perser, dem von Alexander ein so hohes Amt verliehen wurde. Er durfte in dieser Eigenschaft die Zivilverwaltung ausüben und Münzen prägen, doch erhielt Babylon eine makedonische Garnison und auch die Steuerverwaltung wurde einem Makedonen unterstellt.
Das Amt des Satrapen von Babylonien übte Mazaios bis zu seinem Tode 328 v. Chr. aus. Sein Nachfolger in dieser Stellung war Stamenes. Zwei Söhne des Mazaios, Hydarnes und Artiboles, wurden 324 v. Chr. von Alexander in die Elitetruppe (Agema) der Hetairenreiterei aufgenommen. Ein weiterer Sohn des Mazaios hieß laut Arrian Antibelos, laut Curtius Rufus hingegen Brochubelos. Dieser informierte Alexander nach dem Überlaufen auf dessen Seite (330 v. Chr.), dass Dareios III. von Bessos gefangengesetzt worden war.